# 吉田直树
吉田直树（1973年5月1日—），日本北海道人，昵称“Yoshi-P” （Yoshi=よし），是就职于史克威尔艾尼克斯的电子游戏制作人、总监与设计师。

## 简介
吉田于1993年加入电子游戏产业并任職Hudson Soft，负责PC Engine游戏创作。之后他还参与天外魔境系列的剧本编写，并在炸弹人系列中担任游戏设计师。吉田在1998年离开Hudson Soft后，翌年他在一间由原Hudson Soft職員竹部隆司新成立的小型游戏工作室Rocket Studio工作五年。
吉田最终于2005年1月加入史克威尔艾尼克斯，主管勇者斗恶龙 怪兽战斗之路系列，并在《勇者斗恶龙X》早期阶段担任游戏设计师。2010年12月，他离开勇者斗恶龙团队，担任发售首几个月一直不成功的大型多人在线角色扮演游戏（MMORPG）《最终幻想XIV》的开发职员。时任公司总裁和田洋一称此决定是因为吉田的经验、“有魅力的”领导技能，以及将令顾客满意的“热情”。吉田对《最终幻想XIV》开发团队成员没有任何了解，因此他首先必须证明自己对项目的热心，以获得作为总监的信任。他之后和独立开发者交谈，以找出他们对修改版《最终幻想XIV：重生之境》的改进理念。他为团队描述了成功的明确目标。吉田从他从长期热衷游玩的MMORPG——如《网络创世纪》、《无尽的任务》、《亚瑟王的暗黑时代》、《魔兽世界》、《战锤Online》、《时空裂痕》、《星际大战：旧共和国》和《激战2》——中汲取了一些灵感。

## 作品
| 年份 | 作品                                | 平台                                          | 职务         |
| ---- | ----------------------------------- | --------------------------------------------- | ------------ |
| 1998 | 星际战士 地球消失                   | 任天堂64                                      | 特别感谢     |
| 1999 | 爆破人2                             | 任天堂64                                      | 故事模式总监 |
| 2007 | 勇者斗恶龙 怪兽战斗之路             | 街机                                          | 总监         |
| 2007 | 勇者斗恶龙 神剑 假面女王与镜之塔    | Wii                                           | 特别感谢     |
| 2008 | 勇者斗恶龙 怪兽战斗之路II 传奇      | 街机                                          | 总监         |
| 2010 | 勇者斗恶龙 怪兽战斗之路 胜利        | Wii                                           | 总监         |
| 2012 | 勇者斗恶龙X                         | Wii、Wii U                                    | 主企划       |
| 2013 | Final Fantasy XIV：新生艾奧傑亞     | Windows、Mac OS、PlayStation 3、PlayStation 4 | 制作人、总监 |
| 2015 | Final Fantasy XIV：蒼天的伊修加爾德 | Windows、Mac OS、PlayStation 3、PlayStation 4 | 制作人、总监 |
| 2017 | 最终幻想XIV：红莲之狂潮             | Windows、Mac OS、PlayStation 4、PlayStation 5 | 制作人、总监 |
| 2019 | 最终幻想XIV：暗影之逆焰             | Windows、Mac OS、PlayStation 4、PlayStation 5 | 制作人、总监 |
| 2021 | 最终幻想XIV：晓月之终途             | Windows、Mac OS、PlayStation 4、PlayStation 5 | 制作人、总监 |
| 2023 | Final Fantasy XVI                   | PlayStation 5                                 | 制作人、总监 |